# Journal de Joseph Goebbels
Le Journal de Joseph Goebbels est un recueil d'écrits de Joseph Goebbels, membre éminent du parti nazi et ministre de la Propagande dans le gouvernement d'Adolf Hitler de 1933 à 1945. Ces écrits intimes, publiés en allemand entre 1993 et 2008 en vingt-neuf volumes puis traduits ensuite dans plusieurs langues, constituent une source majeure pour l'histoire intérieure du parti nazi et de ses douze années au pouvoir en Allemagne. L'historien britannique Ian Kershaw a écrit dans la préface de sa biographie d'Adolf Hitler : « Malgré toute la prudence qui doit être naturellement attachée aux propos d'Hitler régulièrement rapportés par Goebbels, l'immédiateté ainsi que la fréquence des commentaires en font une source d'information vitale sur sa pensée et son action. »

## Histoire
Goebbels a commencé à tenir un journal en octobre 1923, peu de temps avant ses 27 ans, alors qu'il était au chômage et vivait dans la maison de ses parents à Rheydt dans le Ruhr. Il avait reçu un journal en cadeau d'Else Janke, une jeune femme avec laquelle il avait eu une relation mouvementée mais finalement infructueuse, et la plupart de ses premières entrées la concernaient. Son biographe Toby Thacker écrit: « La rédaction d'un journal intime est rapidement devenue une sorte de thérapie pour ce jeune homme troublé, et plusieurs historiens ont commenté l'extraordinaire franchise et le caractère révélateur de Goebbels, en particulier au cours de ses premières années en tant que journaliste ». À partir de 1923, il écrivit son journal presque quotidiennement. 
Selon le biographe Peter Longerich, les entrées du journal de Goebbels de la fin de 1923 au début de 1924 reflètent les écrits d'un homme isolé, préoccupé par des problèmes « religieux-philosophiques » et dépourvu de sens de l'orientation. Les entrées du journal de la mi-décembre 1923 montrent que Goebbels se dirigeait vers le mouvement völkisch. C'est en mars 1924 que Goebbels s'intéresse pour la première fois à Adolf Hitler et au nazisme. En juillet 1926, Goebbels fut tellement séduit par les discours d'Hitler sur les questions raciales qu'il écrivit : « Il est impossible de reproduire ce que [Hitler] a dit. Il faut en faire l'expérience. C'est un génie. L'instrument naturel et créatif d'un destin déterminé par Dieu. Je suis profondément ému. »
Hitler devient chancelier en janvier 1933 et nomme Goebbels ministre de la Propagande. Goebbels publia ensuite une version révisée de ses journaux intimes pour la période de montée en puissance d'Hitler sous forme de livre, sous le titre Vom Kaiserhof zur Reichskanzlei: Eine historische Darstellung in Tagebuchblattern (« Du Kaiserhof à la Chancellerie du Reich : un journal historique »). Le Kaiserhof était un hôtel berlinois où Hitler a séjourné avant son arrivée au pouvoir. Le livre de Goebbels a ensuite été publié en anglais sous le titre My Part in Germany's Fight. Bien que ce livre ait été propagandiste dans son intention, il donne un aperçu de la mentalité des dirigeants nazis au moment de leur accession au pouvoir. 
En juillet 1941, les journaux étaient constitués de vingt volumes épais, et Goebbels se rendit compte qu'ils étaient une ressource trop précieuse pour risquer leur destruction lors d'un raid aérien. Il les a donc déplacés de ses études dans sa maison berlinoise vers les voûtes souterraines de la Reichsbank au centre de Berlin. À partir de ce moment, il n'a plus écrit les journaux à la main. Au lieu de cela, il les a dictés à un sténographe, qui a ensuite tapé des versions corrigées. Il a commencé l'entrée de chaque jour avec un résumé des nouvelles militaires et politiques de la journée. Thacker note: « Goebbels était déjà conscient que son journal constituait un document historique remarquable, et nourrissait de vifs espoirs de le retravailler à un stade ultérieur pour une publication ultérieure, en consacrant des heures à l'entrée de chaque jour ». L'implication d'un sténographe, cependant, signifiait que les journaux n'étaient plus entièrement secrets et qu'ils devenaient moins francs sur des questions personnelles. 
En novembre 1944, il était évident pour Goebbels que l'Allemagne allait perdre la guerre. Il écrivait dans son journal: « Comme ce monde magnifique apparaît vraiment lointain et étranger. Intérieurement, je l'ai déjà quitté ». Réalisant qu'il était peu probable qu'il survive à la chute du Troisième Reich, il a ordonné que ses journaux soient copiés pour être conservés, en utilisant la nouvelle technique du microfilm. Une chambre noire spéciale a été créée dans l'appartement de Goebbels au centre de Berlin, et le sténographe de Goebbels, Richard Otte, a supervisé le travail. 
Goebbels a fait la dernière entrée dans son journal dans l'après-midi du 1er mai 1945, quelques heures avant sa mort, mais elle n'a pas été conservée.  La dernière entrée conservée date du 9 avril 1945. Les boîtes de plaques de verre contenant les journaux intimes microfilmés ont été envoyées en avril 1945 à Potsdam, juste à l'ouest de Berlin, où elles ont été enterrées. Les journaux manuscrits et dactylographiés originaux ont été emballés et stockés dans la Chancellerie du Reich. Certains d'entre eux ont survécu et ont servi de base à la publication de sections des journaux intimes (principalement des années de guerre) après la guerre. Les boîtes de plaques de verre de Potsdam ont été découvertes par les Soviétiques et expédiées à Moscou, où elles étaient restées fermées jusqu'à ce qu'elles soient découvertes par l'historienne allemande Elke Fröhlich en 1992. Ce n'est qu'alors que la publication des journaux intimes est devenue possible.

## Publications

### En allemand
Une édition de 29 volumes, couvrant les années 1923-1945, a été éditée par Elke Fröhlich et d'autres. Il serait complet à 98%. La publication a commencé en 1993, le dernier volume paraissant en 2008. Die Tagebücher von Joseph Goebbels a été publié au nom de l'Institut d'histoire contemporaine et avec le soutien du Service national des archives de Russie par K. G. Saur Verlag à Munich. Des informations complètes suivent : 
- Die Tagebücher von Joseph Goebbels, Teil I Aufzeichnungen 1923-1941 [Les journaux intimes de Joseph Goebbels, Partie I: Notations, 1923-1941] (ISBN 3-598-23730-8)

| Volume  | Dates d'entrée               | Éditeur(s)                                                 | Année de publication |
| ------- | ---------------------------- | ---------------------------------------------------------- | -------------------- |
| 1 / I   | Octobre 1923 - novembre 1925 | Elke Fröhlich                                              | 2004                 |
| 1 / II  | Décembre 1925 - mai 1928     | Elke Fröhlich                                              | 2005                 |
| 1 / III | Juin 1928 - novembre 1929    | Anne Munding                                               | 2004                 |
| 2 / I   | Décembre 1929 - mai 1931     | Anne Munding                                               | 2005                 |
| 2 / II  | Juin 1931 - septembre 1932   | Angela Hermann                                             | 2004                 |
| 2 / III | Octobre 1932 - mars 1934     | Angela Hermann                                             | 2006                 |
| 3 / I   | Avril 1934 - février 1936    | Angela Hermann Hartmut Mehringer Anne Munding Jana Richter | 2005                 |
| 3 / II  | Mars 1936 - février 1937     | Jana Richter                                               | 2001                 |
| 4       | Mars - novembre 1937         | Elke Fröhlich                                              | 2000                 |
| 5       | Décembre 1937 - juillet 1938 | Elke Fröhlich                                              | 2000                 |
| 6       | Août 1938 - juin 1939        | Jana Richter                                               | 1998                 |
| 7       | Juillet 1939 - mars 1940     | Elke Fröhlich                                              | 1998                 |
| 8       | Avril - novembre 1940        | Jana Richter                                               | 1997                 |
| 9       | Décembre 1940 - juillet 1941 | Elke Fröhlich                                              | 1997                 |

- Die Tagebücher von Joseph Goebbels, Teil II Diktate 1941–1945 [The Diaries of Joseph Goebbels, Part II: Dictations, 1941–1945]  (ISBN 3-598-21920-2):

| Volume | Dates d'entrée           | Éditeur(s)                 | Année de publication |
| ------ | ------------------------ | -------------------------- | -------------------- |
| 1      | Juillet - septembre 1941 | Elke Fröhlich              | 1996                 |
| 2      | Octobre - décembre 1941  | Elke Fröhlich              | 1996                 |
| 3      | Janvier - mars 1942      | Elke Fröhlich              | 1995                 |
| 4      | Avril - juin 1942        | Elke Fröhlich              | 1995                 |
| 5      | Juillet - septembre 1942 | Angela Stüber              | 1995                 |
| 6      | Octobre - décembre 1942  | Hartmut Mehringer          | 1996                 |
| 7      | Janvier - mars 1943      | Elke Fröhlich              | 1993                 |
| 8      | Avril - juin 1943        | Hartmut Mehringer          | 1993                 |
| 9      | Juillet - septembre 1943 | Manfred Kittel             | 1993                 |
| 10     | Octobre - décembre 1943  | Volker Dahm                | 1994                 |
| 11     | Janvier - mars 1944      | Dieter Marc Schneider      | 1994                 |
| 12     | Avril - juin 1944        | Hartmut Mehringer          | 1995                 |
| 13     | Juillet - septembre 1944 | Jana Richter               | 1995                 |
| 14     | Octobre - décembre 1944  | Jana Richter Hermann Graml | 1996                 |
| 15     | Janvier - avril 1945     | Maximilian Gschaid         | 1995                 |

- Die Tagebücher von Joseph Goebbels, Teil III Register 1923–1945 [The Diaries of Joseph Goebbels, Part III: Register, 1923–1945]:

| Contenu                                                                          | Éditeur(s) | Année de publication |
| -------------------------------------------------------------------------------- | --- | -------------------- |
| Registre géographique. Registre des personnes                                    | Angela Hermann | 2007                 |
| Introduction par Elke Fröhlich à l'ouvrage complet. Index des sujets. 2 volumes. | Florian Dierl, Ute Keck, Benjamin Obermüller, Annika Sommersberg et Ulla-Britta Vollhardt. Coordonné et réuni par Ulla-Britta Vollhardt. Composé par Angela Hermann. | 2008                 |

- Astrid M. Eckert, Stefan Martens, «Glasplatten im märkischen Sand: Ein Beitrag zur Überlieferungsgeschichte der Tageseinträge und Diktate von Joseph Goebbels», « Vierteljahrshefte für Zeitgeschichte 52 (2004): 479–526.
- Angela Hermann, "Dans 2 Tagen wurde Geschichte gemacht". Über den Charakter und Erkenntniswert der Goebbels-Tagebücher [« En deux jours, l'histoire s'est écrite » : à propos du caractère et de la valeur scientifique du journal de Goebbels]. Publié à Stuttgart en 2008 (ISBN 978-3-9809603-4-2).
- Angela Hermann, Der Weg in den Krieg 1938/39. Quellenkritische Studien zu den Tagebüchern von Joseph Goebbels . Munich 2011 (ISBN 978-3-486-70513-3).

### En traduction anglaise
- The Goebbels Diaries, 1939–1941, édité et traduit par Fred Taylor. Publié pour la première fois à Londres par Hamish Hamilton en 1982 (ISBN 0-241-10893-4). La première édition américaine a été publiée par Putnam en 1983 (ISBN 0-399-12763-1). Cette traduction d'une partie inédite du journal de Goebbel a fait l'objet de controverses[13].
- The Goebbels Diaries, 1942–1943 traduit, édité et présenté par Louis P. Lochner . Publié pour la première fois par Doubleday en 1948. Il a été réimprimé par Greenwood Press en 1970 (ISBN 0-837-13815-9)
- Final entries 1945: The Diaries of Joseph Goebbels édité, introduit et annoté par Hugh Trevor-Roper. Publié pour la première fois par Putnam en 1978 (ISBN 0-399-12116-1). Une édition annotée a été publiée par Pen and Sword en 2008 (ISBN 1-844-15646-X)

### En traduction française
- Journal de Joseph Goebbels 1923-1933, publié par Tallandier, paru le 19 octobre 2006
- Journal de Joseph Goebbels 1933-1939, publié par Tallandier, paru le 6 décembre 2007
- Journal de Joseph Goebbels 1939-1942, publié par Tallandier, paru le 23 avril 2009
- Journal de Joseph Goebbels 1943-1945, publié par Tallandier, paru le 25 octobre 2005

## Sources
- Churcher, « The Goebbels Diaries: More Controversy Over Nazi Papers », New York Magazine,‎ 30 mai 1983, p. 9 (lire en ligne)
- Joachim E. Fest, The Face Of The Third Reich : Portraits Of The Nazi Leadership, New York, Pantheon, 1970 (OCLC 556907716, lire en ligne), 90
- Ian Kershaw, Hitler 1889–1936 : Hubris, New York, W.W.Norton, 1998
- Ian Kershaw, Hitler : A Biography, New York, W. W. Norton & Company, 2008, 1029 p. (ISBN 978-0-393-06757-6)
- Peter Longerich, Goebbels : A Biography, New York, Random House, 2015, 964 p. (ISBN 978-1-4000-6751-0)
- Leslie Stroebel et Richard D. Zakia, The Focal Encyclopedia of Photography, Focal Press, 1993 (lire en ligne)
- Toby Thacker, Joseph Goebbels : Life and Death, New York, Palgrave Macmillan, 2010 (1re éd. 2009), 424 p. (ISBN 978-0-230-27866-0)